# MacLeod
MacLeod ali Macleod je priimek več oseb:
- Charles William MacLeod, britanski general
- John James Rickard Macleod, škotski fiziolog in biokemik, nobelovec
- Malcom Neynoe Macleod, britanski general
- Minden Whyte-Melville Macleod, britanski general